# هيلينا روبنشتاين
هيلينا روبنشتاين (25 ديسمبر 1872  - 1 أبريل 1965) سيدة أعمال أمريكية، ولدت في بولندا، وهي مؤوسسة هيلينا روبنشتاين إنكوربوريتد والتي جعلتها واحدة من أغنى نساء العالم.

## المرحلة المبكرة من حياتها
كانت روبنشتاين البنت الأكبر من بين ثماني بنات ، ولدوا لزوجين يهوديين، أوغوستا جيتيروبنشتاين وهوراس هيرتز روبنشتاين.والذي كان صاحب متجر في مدينة كراكوف في بولندا الصغرى، والتي كانت جزءا من الإمبراطورية النمساوية المجرية بعد تقاسم بولندا والتي حدثت في أواخر القرن 18.

## الانتقال إلى أستراليا
هاجرت روبنشتاين من بولندا إلى أستراليا في عام 1902، مع عدم وجود المال وعدم تمكنها من اللغة الإنكليزية. لفتت ملابسها الانيقة وبشرتها الحليبية انتباه نساء المدينة، وسرعان ما وجدت مشترين متحمسين لكريم التجميل الموجود في حقيبتها. وباكتشافها طبيعة السوق، بدأت بصنع سوقها الخاص.
بعد فترة حصلت على وظيفة نادلة في مقهى الحديقة الشتوية في ملبورن. هناك، وجدت معجبا كان على استعداد لان يطلق لها كريم Valaze، والذي كان يتضمن اعشاب من جبال كاربات. قامت هيلينا بعد ذلك بفتح صالون في شارع fashionable Collins
وقامت بوصف العلاجات للعملاء الذين تم تشخيص مشاكلهم الجلدية.
سيدني كانت التالية، وخلال خمس سنوات كان العمليات التي اجرتها في أستراليا مربحة كفاية لتمويل صالون دي بوت فالاز في لندن. وعلى هذا النحو، أسست هيلينا إحدى أولى شركات مستحضرات التجميل في العالم، وحققت مشاريعها التجارية نجاحا هائلا.
واستخدمت ثروتها الهائلة لدعم المؤسسات الخيرية في مجالات التعليم والصحة والفن.

## روابط خارجية
- هيلينا روبنشتاين على موقع الموسوعة البريطانية (الإنجليزية)
- هيلينا روبنشتاين على موقع مونزينجر (الألمانية)